# Fémfürkész-alkatúak
A fémfürkészek vagy fémfürkész-alkatúak (Chalcidoidea) a rovarok osztályába (Insecta), a hártyásszárnyúak rendjébe (Hymenoptera) és a fullánkosdarázs-alkatúak alrendjébe (Apocrita) tartozó öregcsalád, melybe 24 család és közel 22 500 leírt faj tartozik. Tagjai jobbára apró termetű, gyakran fémesen irizáló színű, változatos testalakú rovarok. Világszerte elterjedtek, legtöbbjük parazitoid életmódú, azaz petéit más rovarok testébe helyezi, melyet lárvái belülről felfalnak. A kártevő rovarok pusztítása révén egyes fajaik fontos szerepet játszanak a biológiai védekezésben.

## Megjelenésük
A fémfürkészek többsége apró termetű, testhosszuk rendszerint néhány milliméter. Legnagyobb fajaik több centiméter hosszúak lehetnek, míg egyes parányfürkészek (Mymaridae) testhossza alig 0,14 mm, ezáltal a legkisebb ismert rovarok. Méretük mellett testük alakja, színe, szőrözöttsége és skulptúrája is igen változatos. Számos fajuk pompás zöld, kék, ibolya, aranyos vagy rezes fémfényű, innen ered nevük is. Más fajok egyszínű feketék, barnák vagy sárgásak, néha a fullánkos darazsakat mímelő riasztó mintázat is előfordul. Testfelszínük lehet sima, barázdált vagy gödröcskés, csupasz vagy erősen szőrözött. Sokszor látványos morfológiai alkalmazkodásokat mutatnak: egyes fajok hátsó vagy elülső lábai erőteljes fogólábbá módosultak, másoknál a toron találhatók szarv- vagy tövisszerű kinövések. Szárnyaik erezete redukálódott, csak szegély alatti, szegély-, sugár- és utóér alkotja, de gyakran ezek is hiányozhatnak. Bizonyos fajok szárnyatlanok vagy csökevényes szárnyúak, esetleg csak az egyik nem rendelkezik szárnnyal. A nemek között más jellegekben is gyakran nagy az eltérés.

## Életmódjuk
A fajok túlnyomó része más fürkészdarazsakhoz hasonlóan parazitoid életmódú: petéiket rovarok, pókok, atkák, sőt, néhány esetben fonálférgek testébe vagy testfelszínére helyezik. Lárváik a gazdaegyed belső szerveivel táplálkoznak, idővel elpusztítva azt. A gazdaállat a legtöbb esetben lárvaállapotú rovar, de fajtól függően kifejlett egyed (imágó), báb, sőt, pete is lehet a célpont, ráadásul a gazda sok esetben több életszakaszon keresztül hordozza a benne fejlődő lárvákat. Léteznek ún. hiperparazitoid fajok is, ezek más parazitoidok élősködői. Jellemző rájuk a poliembriónia jelensége: egyetlen lerakott petéből a zigóta ivartalan osztódása révén akár több száz lárva is kifejlődhet. Egyes fajoknál a partenogenézis (szűznemzés) is megjelenik. Néhány faj növényevő életmódú, ezek gubacsképzők, vagy bizonyos növények magvaiban fejlődnek. A fügefémfürkészek (Agaonidae) kizárólag a füge (Ficus sp.) álterméseiben fejlődnek, egyúttal a növény nélkülözhetetlen beporzói.

## Jelentőségük
Számos gazdasági kártevő fontos természetes ellenségei, így kiemelt szerep jut nekik a biológiai védekezésben. A fügefémfürkészek beporzó munkája nélkül a füge gyümölcsérése is lehetetlenné válna. Növényevő fajaik olykor kárt tehetnek bizonyos haszonnövényekben.

## Rendszerezés
A csoport taxonómiája igen bonyolult, nem tisztázott, az elfogadott családok száma, illetve ezek rokoni kapcsolatai folyamatosan vita tárgyát képezik. A taxonómusok jelenleg 24 családot különböztetnek meg, ezek némelyike azonban szinte bizonyosan parafiletikus; a sugaras fémfürkészek családja (Pteromalidae) egyes vélemények szerint akár nyolcféle független csoportot is tartalmazhat.
A jelenleg elfogadott családok:
- Fügefémfürkészek (Agaonidae)
- Tetűrontó fémfürkészek (Aphelinidae)
- Azotidae
- Vastagcombú fémfürkészek (Chalcididae)
- Chrysolampidae
- Szivárványos fémfürkészek (Encyrtidae)
- Eriaporidae
- Eucharitidae
- Karcsú fémfürkészek (Eulophidae)
- Horpadt fémfürkészek (Eupelmidae)
- Hengeres fémfürkészek (Eurytomidae)
- Eutrichosomatidae
- Görbefarkú fémfürkészek (Leucospidae)
- Parányfürkészek (Mymaridae)
- Megastigmidae
- Díszes fémfürkészek (Ormyridae)
- Zömök fémfürkészek (Perilampidae)
- Sugaras fémfürkészek (Pteromalidae)
- Rotoitidae
- Signiphoridae
- Tanaostigmatidae
- Tetracampidae
- Hosszúfarkú fémfürkészek (Torymidae)
- Petefémfürkészek (Trichogrammatidae)

Emellett két kihalt család is ismeretes:
- Khutelchalcididae
- Diversinitidae

A fémfürkészek a hártyásszárnyúak egyik legnagyobb fajgazdagságú csoportját képviselik. Az eddig leírt közel 22 500 faj valószínűleg csak  kis töredékét képezi a csoport teljes fajszámának, mely egyes becslések szerint akár 500 000 is lehet. Az egyes fajok meghatározása igen nehézkes, rendszerint csak az egyedek preparálásával és mikroszkópos vizsgálatával lehetséges.